# Robert Stein (Politiker)
Robert Stein (* 6. März 1979 in Hamm) ist ein deutscher Unternehmer und Politiker (CDU). Stein zog am 31. Mai 2012 in den Landtag Nordrhein-Westfalen mit der Piratenpartei ein. Er verließ die Partei im Februar 2014 und trat im selben Jahr der CDU und deren Landtagsfraktion bei.

## Biografie
Stein studierte an der Georg-August-Universität Göttingen Wirtschaftswissenschaften mit einem Abschluss als Master of Arts in International Economics. Er ist Unternehmer im Gesundheitsbereich, verheiratet und Vater dreier Kinder.

## Politik

### Als Mitglied der Piratenfraktion
Bei der Landtagswahl in Nordrhein-Westfalen 2012 errang Stein ein Mandat über die Landesliste der Piratenpartei Deutschland und wurde ordentliches Mitglied im Haushalts- und Finanzausschuss des Landtages. Das Mandat hatte er bis zum 22. September 2013. Vor dem Plenum hielt er als erster Pirat im NRW-Landtag eine Rede, mit der er gleich für einen Eklat sorgte: Er forderte eine geordnete Insolvenz der WestLB. Im Hinblick auf die freie Marktwirtschaft sei dabei auch zu akzeptieren, dass dabei die Sparkassen, die von Gesetzes wegen nicht pleitegehen können, in Nordrhein-Westfalen in finanzielle Schieflage geraten können. Seine Jungfernrede wurde an der Universität Hohenheim wissenschaftlich untersucht und mit einem Wert von 9,6 auf einer Skala von 0 bis 10 in Sachen Klarheit und Verständlichkeit als sprachlich nahezu perfekt eingestuft.
Nachdem er selber eine Mahnung der Stadtbücherei erhalten hatte, setzte er sich 2012 dafür ein, dass Stadtbüchereien nicht mehr im wöchentlichen Turnus Mahnungen verschicken. Er hält das bisherige Verfahren für unmenschlich. Das Effizienzteam der Landesregierung kritisierte er als „PR-Gag“. Er engagierte sich 2013 auch für den Datenschutz, beispielsweise für die Sicherung der zurückgelassenen Patientenakten in der insolventen und nunmehr geschlossenen VERAMED-Klinik. Noch zu seiner Zeit in der Piratenfraktion klagte er zusammen mit CDU und FDP beim Verfassungsgerichtshof in Münster gegen die von der Landesregierung beschlossenen Nullrunde bei der Beamtenbesoldung. Die Klage wurde später gewonnen. Am 22. September 2013 gab er seinen Austritt aus der Fraktion der Piraten bekannt und war seitdem fraktionsloser Abgeordneter. Im Interview mit dem Spiegel kritisierte er mangelnde Transparenz und den zu linken Kurs der Fraktion. Im Februar 2014 trat er schließlich auch aus der Partei aus.

### Als fraktionsloser Abgeordneter im Landtag NRW
Während seiner Zeit als fraktionsloser Abgeordneter vom 22. September 2013 bis zum 16. November 2014 hatte Stein vorgeschlagen, die Schriftart für Drucksachen des Landes auf Garamond umzustellen, was eine jährliche Ersparnis von 15 Millionen Euro im Haushalt erzielen sollte und kritisierte die Landesregierung für ihr fehlendes Controlling. Er machte sich außerdem in seiner Heimatstadt gegen die umstrittene Methode des Frackings stark. Er befürchtete, dass Fracking durch die Hintertür eingeführt werden könnte.

### Als Mitglied der CDU-Fraktion NRW
Stein ist seit dem 17. November 2014 Mitglied des CDU-Kreisverbands Hamm. Am darauffolgenden Tag trat er der CDU-Landtagsfraktion bei, in der er ordentliches Mitglied des parlamentarischen Untersuchungsausschusses Silvesternacht 2015, des Haushalts- und Finanzausschuss, des parlamentarischen Untersuchungsausschuss WestLB, des Unterausschusses Personal, des Unterausschusses Landesbetriebe und Sondervermögen sowie der Enquetekommission zu den Finanzierungsoptionen des Öffentlichen Personenverkehrs in Nordrhein-Westfalen im Kontext ist.
Stein war digitalpolitischer Experte der CDU-Landtagsfraktion NRW und setzt sich für die Förderung von Start-ups ein. Als die rot-grüne Landesregierung beabsichtigte, Millionen für die Gründerszene an Hochschulen bereitzustellen, bemängelte Stein, dass die Fördergelder investiert werden sollen, ohne die Ausgangslage analysiert zu haben. Seine Kleine Anfrage an die Wirtschaftsministerin bezüglich der gegenwärtigen Größe der Gründerszene an Hochschulen konnte die Ministerin Svenja Schulze nicht beantworten, da dem Ministerium darüber keinerlei Angaben vorlagen. Er spricht sich ferner für mehr digitale Bildungsinhalte und Neue Medien an Schulen aus.
Als Digitalpolitiker forderte er ein digitales Nummernschild für Drohnen und sprach sich bei RTL gegen die Einführung eines Drohnenführerscheins aus. Die Landesregierung Kraft kritisierte er wiederholt, z. B. für zu hohe Ausgaben für ein Online-Portal, oder den Innenminister Ralf Jäger für sein Verhalten nach den Vorfällen der Kölner Silvesternacht 2015.
Im Mai 2015 machte Stein über eine Kleine Anfrage auf die steigende Kriminalität durch Bedrohungs- und Beleidigungsdelikte aufmerksam. In der Folge befürwortete er im Kampf gegen Hetze im Internet die Einrichtung von Schwerpunktstaatsanwaltschaften, die auch als „Facebook-Polizei“ bezeichnet wurde. Außerdem setzt er sich für die Schaffung eines digitalen Kompetenzzentrums Terrorabwehr ein. Er befürchtet, dass sich ähnlich wie in Brüssel auch in Nordrhein-Westfalen No-Go-Areas ausbilden, die Terroristen als Rückzugsorte nutzen könnten.
Weil die Landesregierung die Herausgabe von Dokumenten bezüglich des Effizienzteams an alle Abgeordnete verweigerte, klagte Stein zusammen mit zehn weiteren Abgeordneten vor dem Verfassungsgerichtshof in Münster. Stein warnte in einer Kleinen Anfrage vom Oktober 2016 vor den Gefahren, die durch die zunehmende Vernetzung kritischer Infrastrukturbereiche drohen. Ohne geeignete Schutzmaßnahmen seien diese sensiblen Systeme leichte Beute für Kriminelle, so Stein bei Westpol. Diese Auffassung vertrat Stein auch als Experte der CDU-Landtagsfraktion in Nordrhein-Westfalen in der WDR-Sendung Eins zu eins – Gespräch aus Düsseldorf, zum Thema „Angriffe auf die Netze – Wie gefährdet ist die digitale Welt“.

### Landtagswahl 2017
Stein wurde am 26. November 2016 auf den Listenplatz 64 der Landesliste der CDU gewählt, der ihm kein Landtagsmandat einbrachte.